# Oberonia complanata
Oberonia complanata är en orkidéart som först beskrevs av Allan Cunningham, och fick sitt nu gällande namn av Mark Alwin Clements och David Lloyd Jones. Oberonia complanata ingår i släktet Oberonia och familjen orkidéer. Inga underarter finns listade i Catalogue of Life.